# Schizotus cardinalis
Schizotus cardinalis es una especie de coleóptero de la familia Pyrochroidae.

## Distribución geográfica
Habita en Asia.